# Ammothea bicorniculata
Ammothea bicorniculata is een zeespin uit de familie Ammotheidae. De soort behoort tot het geslacht Ammothea. Ammothea bicorniculata werd in 1992 voor het eerst wetenschappelijk beschreven door Stiboy-Risch. 